# James Rivière
Vincenzo Teora Rivière, más conocido como James Rivière (1949) fue uno de los arquitectos, diseñadores industriales, artistas e italianos más importantes del siglo XX.
James Rivière es el pseudónimo de Vincenzo Theore Riviera. Con tan solo veinticinco años, Rivière fue nombrado profesor honorario de un seminario sobre formas de plástico metálico en la Universidad de Gdansk en la facultad de escultura y diseño artístico, y centrará sus conferencias en las formas metálicas de plástico.
Participa en el establecimiento de Design Goldsmith Center en Milán en 1977.
En 1978 fundó el primer seminario de diseño de joyas del Istituto Superiore di Design.
Participó en la fundación del Departamento de Joyería en el European Institute of Design en Milán, donde enseñó durante varios años.

## Museos
- Museo del Gioiello di Vicenza
- Museo del Louvre
- Museos del Vaticano
- Victoria and Albert Museum

## Obras
Las creaciones de James Rivière abarcan la escultura, la pintura, el diseño industrial, el mobiliario, la moda, la arquitectura pero es la joyería la forma más importante de expresión artística. En la Triennale di Milano ganó la categoría de joyería en 1972 y 1973. Entre las joyas producidas:
- 2007 Pulsera "Monolite", Museo del Louvre (Musée des arts decoratifs, palais du Louvre Paris)
- 2007 Justificación del Papa Benedicto XVI, ( Museo de los Secretos Vaticanos)
- 1980 «Vulcano», collar, anillo, broche
- 1973 «Optical Titanio Diago», collar, Victoria and Albert Museum,[1] Londres
- 1994 Collar "Rainbow" para Mikimoto
- 1998 Islands in Love, Private Collection
- 1994 Emergencias de Atlantis, colección privada
- 1991 Drops of Fire, Private Collection
- 1985 Collar "Luna Quadra", colección privada
- 1988 Secret, Private Collection

## Presione
- Triennale di Milano  Milán, 1972
- Triennale di Milano  Milán, 1973